# Giovanni Rossi

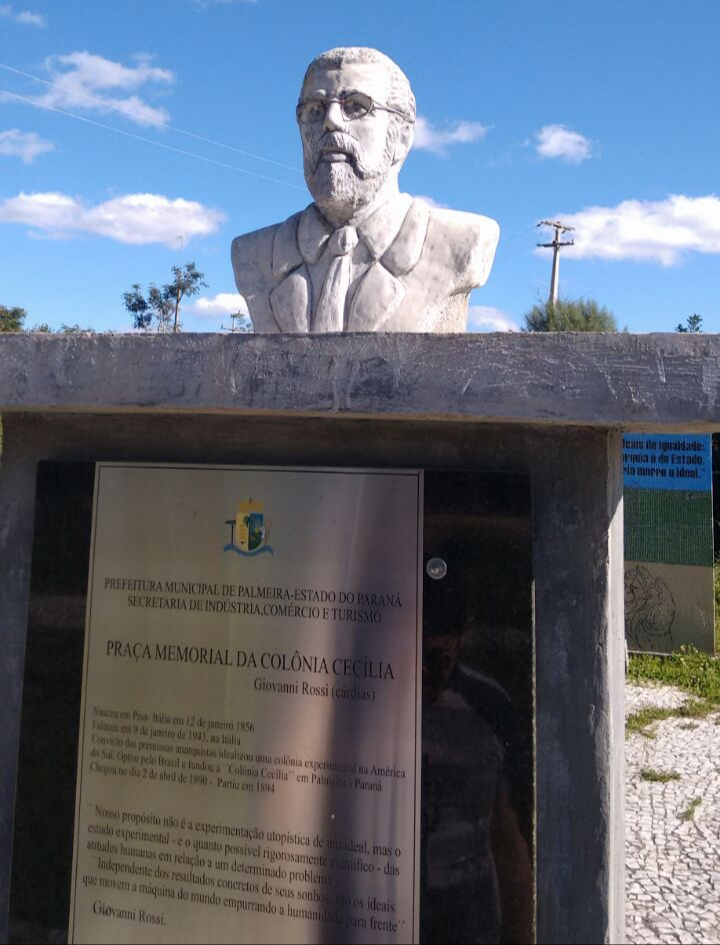
Busto del anarquista italiano Giovanni Rossi, en memoria de la Colônia Cecília en Palmeira, Paraná, Brasil.

Giovanni Rossi (11 de enero de 1856 Pisa, Ducado de Toscana - 9 de enero de 1943) fue un veterinario, escritor, profesor e italiano socialista libertario, fundador de la Colônia Cecília en Brasil en 1890.

## Biografía
Giovanni Rossi nació en Pisa, el 11 de enero de 1856, de familia de clase media, con un padre abogado y una madre e hija de un médico. Estudió en École normale supérieure d'agronomie, de la que surgió con un diploma de médico y veterinario. Se convirtió al socialismo antiautoritario. Fue activo en el partido socialista clandestina y publicó en el verano de 1878 "una comuna socialista, historia del cardias semi prueba veraz", la historia de un ensayo comunitario libertaria y colectivista en un pueblo imaginario a través de la que criticó religión, propiedad privada y familia.
Trató varias veces de convencer a los líderes del Partido Revolucionario Socialista, el movimiento obrero italiano más importante de la época, pero fracasó. Decepcionado, fundó en Brescia en mayo de 1886 un periódico de propaganda "Lo Sperimentale" que durará hasta septiembre de 1887, luego, organiza en noviembre la cooperativa agrícola de la Ciudadela, en la provincia de Cremona.
En mayo de 1889 trató de introducir en la cooperativa un "núcleo socialista", cada uno de cuyos miembros uniría su salario y participaría en una distribución equitativa de las tareas domésticas. Su intento fracasa porque los trabajadores agrícolas se asustaron. Él saca dos conclusiones: primero que no debemos pasar por una cooperativa sino aplicar directamente un sistema económico colectivista, entonces es mejor experimentar en un país "nuevo", lejos de las tradiciones y los hábitos embarazosos para la realización de tal comunidad.
A partir de 1890 hasta abril de 1894 fundó Rossi y participa en la comunidad de cecilia2, que publicó en 1893 "comunidad anarquista Cecilia" y "Un episodio de amor a Cecilia," una especie de crónica de la vida de la comunidad .
Giovanni Rossi murió el 9 de enero de 1943, dos días antes de cumplir los 87 años.